# Тиви (острова)
Тиви (англ. Tiwi Islands, тиви Ratuati Irara «два острова») — группа островов у берегов Северной территории Австралии в 80 км к северу от города Дарвин в месте слияния Арафурского и Тиморского морей.

## География
Острова Тиви состоят из двух больших обитаемых островов — Мелвилл и Батерст — и 9 необитаемых маленьких (Buchanan, Harris, Seagull, Karslake, Irritutu, Clift, Turiturina, Matingalia и Nodlaw), общая площадь которых составляет 8 320 км². Мелвилл — второй по площади остров Австралии.
Побережье островов преимущественно скалистое и обрывистое. Влажный сезон длится с октября по март, сезон засух — с апреля по август.
Поверхность островов группы покрыта густой растительностью (в основном эвкалиптовыми лесами). В некоторых местах расположены мангровые заросли. Фауна представлена животными, широко распространёнными по всей Австралии: валлаби, поссумами, бандикутами, змеями и ящерицами.

## История
Острова были открыты голландским путешественником Абелем Тасманом в 1644 году. В апреле 1705 года на Тиви высадилась группа голландцев. В 1824 году на острове Мелвилл было основано британское военное поселение, существовавшее до 1829 года.
В июне 1911 года на острове Батерст высадились первые католические миссионеры, поселившись в городе Нгуиу.
Во время Второй мировой войны, 19 февраля 1942 года, острова Тиви подверглись воздушной атаке японской авиации.

## Местное самоуправление
В 1912 году острова Тиви были объявлены резерватом австралийских аборигенов. В 1980 году управление группой было передано Аборигенному земельному совету Тиви. 12 июля 2001 года был сформирован район самоуправления островов Тиви.

## Население
Острова населены австралийскими аборигенами тиви, заселившими острова Тиви задолго до появления на них европейцев. В 1996 году общая численность населения группы составляла 2033 человека, из которых 93,8 % были австралийскими аборигенами. В 2011 году население островов увеличилось до 2579 человек. Основной язык общения на островах — тиви, затем английский.
Крупнейшие поселения — Нгуиу (остров Батерст), Пирлангимпи и Миликапити (остров Мелвилл).

## Культура
Острова Тиви известны своей традиционной культурой, представленной многочисленными танцами, песнями и церемониями.
На островах очень популярен австралийский футбол (на Тиви существует своя Лига).

## Галерея
- Церемониальные похоронные столбы на островах
- Островная церковь
- Вырезанные фигурки с островов
- Игра в австралийский футбол на островах Тиви